# Algarve Cup 2009
L'Algarve Cup 2009 è stata la sedicesima edizione dell'Algarve Cup. Ebbe luogo dal 4 all'11 marzo 2009.

## Formato
Le 12 squadre erano divise in tre gironi all'italiana. I gruppi A e B contenevano le squadre meglio piazzate nel ranking che si contesero il titolo.
Dopo gli scontri diretti nel girone, vennero disputate sei finali: la finale per l'undicesimo posto fra le ultime due del gruppo C, la finale per il nono posto tra la seconda del gruppo C e la peggiore quarta tra gli altri due gruppi, la finale per il settimo posto tra la prima del gruppo C e la migliore quarta tra gli altri due gruppi, la finale per il quinto posto tra le terze dei primi due gruppi, la finale per il terzo posto tra le seconde dei primi due gruppi e la finale tra le prime dei primi due gruppi.
Erano assegnati tre punti per la vittoria, uno per il pareggio e zero per la sconfitta. In caso di parità di punti, venivano considerati gli scontri diretti, la differenza reti e i gol fatti.

## Squadre
- Austria
- Cina
- Danimarca
- Finlandia

- Galles
- Germania
- Islanda
- Norvegia

- Polonia
- Portogallo
- Stati Uniti
- Svezia

## Fase a gironi

### Gruppo A
| Squadra   | Pt | G | V | N | P | GF | GS | DR |
| --------- | -- | - | - | - | - | -- | -- | -- |
| Svezia    | 7  | 3 | 2 | 1 | 0 | 4  | 2  | +2 |
| Germania  | 6  | 3 | 2 | 0 | 1 | 7  | 3  | +4 |
| Cina      | 4  | 3 | 1 | 1 | 1 | 1  | 3  | -2 |
| Finlandia | 0  | 3 | 0 | 0 | 3 | 0  | 4  | -4 |

| Arbitro: | Carol Chenard |

|                              |           |  |
| Behringer 70’ Garefrekes 90’ | Marcatori |  |

| Lagos 4 marzo 2009, ore 16:00 | Cina | 0 – 0 referto | Svezia | Estádio Municipal |

| Lagos 6 marzo 2009, ore 13:00                 | Svezia    | 1 – 0 referto | Finlandia | Estádio Municipal |
| \| \| \| \| \| Fischer 75’ \| Marcatori \| \| |           |               |           |                   |
|                                               |           |               |           |                   |
| Fischer 75’                                   | Marcatori |               |           |                   |

| Arbitro: | Gyöngyi Gaál |

|                              |           |  |
| Garefrekes 38’ 68’ Kulig 58’ | Marcatori |  |

| 9 marzo 2009, ore 14:15                      | Finlandia | 0 – 1      | Cina |  |
| \| \| \| \| \| \| Marcatori \| 73’ Bi Yan \| |           |            |      |  |
|                                              |           |            |      |  |
|                                              | Marcatori | 73’ Bi Yan |      |  |

| Arbitro: | Jacqui Hurford Melksham |

|                             |           |                      |
| Fischer 28’ Schelin 36’ 38’ | Marcatori | 77’ Grings 83’ Kulig |

### Gruppo B
| Squadra     | Pt | G | V | N | P | GF | GS | DR |
| ----------- | -- | - | - | - | - | -- | -- | -- |
| Stati Uniti | 9  | 3 | 3 | 0 | 0 | 4  | 0  | +4 |
| Danimarca   | 6  | 3 | 2 | 0 | 1 | 4  | 2  | +2 |
| Islanda     | 3  | 3 | 1 | 0 | 2 | 2  | 3  | -1 |
| Norvegia    | 0  | 3 | 0 | 0 | 3 | 1  | 6  | -5 |

| Arbitro: | Jenny Palmqvist |

|                          |           |  |
| Woznuk 22’ DiMartino 37’ | Marcatori |  |

| Arbitro: | Sachiko Yamagishi |

|         |           |                                          |
| Lie 41’ | Marcatori | 18’ 51’ Gunnarsdóttir 56’ (aut.) Rønning |

| Arbitro: | Bibiana Steinhaus |

|         |           |  |
| Kai 90’ | Marcatori |  |

| Arbitro: | Jacqui Melksham |

|                            |           |  |
| Rasmussen 10’ Pedersen 10’ | Marcatori |  |

| Arbitro: | Gyöngyi Gaál |

|  |           |             |
|  | Marcatori | 21’ Rapinoe |

| Arbitro: | Dianne Ferreira-James |

|  |           |                       |
|  | Marcatori | 36’ Nadim 67’ Ørntoft |

### Gruppo C
| Squadra    | Pt | G | V | N | P | GF | GS | DR |
| ---------- | -- | - | - | - | - | -- | -- | -- |
| Portogallo | 9  | 3 | 3 | 0 | 0 | 5  | 2  | +3 |
| Austria    | 4  | 3 | 1 | 1 | 1 | 3  | 3  | 0  |
| Galles     | 3  | 3 | 1 | 0 | 2 | 7  | 5  | +2 |
| Polonia    | 1  | 3 | 0 | 1 | 2 | 3  | 8  | -5 |

| Alvor 4 marzo 2009, ore 15:00                                       | Galles    | 1 – 2 referto        | Austria | Estádio Restinga (100 spett.) |
| \| \| \| \| \| Fishlock 35’ \| Marcatori \| 47’ Entner 85’ Walzl \| |           |                      |         |                               |
|                                                                     |           |                      |         |                               |
| Fishlock 35’                                                        | Marcatori | 47’ Entner 85’ Walzl |         |                               |

| Arbitro: | Kirsi Savolainen |

|                          |           |               |
| Borges 35’ Fernandes 44’ | Marcatori | 29’ Rytwińska |

| Vila Real de Santo António 6 marzo 2009, ore 15:00           | Austria   | 1 – 1          | Polonia | Estádio Municipal |
| \| \| \| \| \| Gröbner 61’ \| Marcatori \| 70’ Sznyrowska \| |           |                |         |                   |
|                                                              |           |                |         |                   |
| Gröbner 61’                                                  | Marcatori | 70’ Sznyrowska |         |                   |

| Arbitro: | Quetzalli Alvarado |

|                          |           |            |
| Fernandes 26’ Borges 56’ | Marcatori | 70’ Ludlow |

| Arbitro: | Mercy Tagoe-Quarcoo |

|           |           |  |
| Vieira 8’ | Marcatori |  |

| Loulé 9 marzo 2009, ore 17:45                                                           | Polonia   | 1 – 5                                     | Galles | Estádio Municipal |
| \| \| \| \| \| Kawalec 80’ \| Marcatori \| 22’ 32’ Ludlow 38’ 42’ Harries 86’ Lander \| |           |                                           |        |                   |
|                                                                                         |           |                                           |        |                   |
| Kawalec 80’                                                                             | Marcatori | 22’ 32’ Ludlow 38’ 42’ Harries 86’ Lander |        |                   |

## Finale Undicesimo Posto
| Albufeira 11 marzo 2009, ore 11:30                                         | Galles    | 1 – 2                       | Polonia | CD Montechoro |
| \| \| \| \| \| Fishlock 14’ \| Marcatori \| 10’ Sznyrowska 88’ Pożerska \| |           |                             |         |               |
|                                                                            |           |                             |         |               |
| Fishlock 14’                                                               | Marcatori | 10’ Sznyrowska 88’ Pożerska |         |               |

## Finale Nono Posto
| Arbitro: | Quetzalli Alvarado |

|  |           |                             |
|  | Marcatori | 43’ Rønning 78’ Gulbrandsen |

## Finale Settimo Posto
| Arbitro: | Sachiko Yamagishi |

|                            |                      |                             |
| Couto 70’                  | Marcatori            | 13’ Lehtinen                |
| Brandão Couto Matias Veira | Tiri di rigore 2 – 4 | Rantanen Sainio Niemi Saari |

## Finale Quinto Posto
| Olhão 11 marzo 2009, ore 11:30                                                   | Cina      | 2 – 1 referto       | Islanda | Estádio José Arcanjo |
| \| \| \| \| \| Lou Jiahui 21’ Xu Yuan 69’ \| Marcatori \| 45’ Þorsteinsdóttir \| |           |                     |         |                      |
|                                                                                  |           |                     |         |                      |
| Lou Jiahui 21’ Xu Yuan 69’                                                       | Marcatori | 45’ Þorsteinsdóttir |         |                      |

## Finale Terzo Posto
| Arbitro: | Jenny Palmqvist |

|  |           |                 |
|  | Marcatori | 41’ Rydahl Bukh |

## Finale
| Arbitro: | Bibiana Steinhaus |

|                                                   |                      |                                                            |
| Boxx 90’                                          | Marcatori            | 90’ Schelin                                                |
| Boxx Rapinoe Lloyd Rampone DiMartino Woznuk Mitts | Tiri di rigore 3 – 4 | Fors Dahlkvist Sembrant Paulson Schelin Ölander Segerström |

## Classifica finale
| Posizione | Squadra     |
| --------- | ----------- |
| 1         | Svezia      |
| 2         | Stati Uniti |
| 3         | Danimarca   |
| 4         | Germania    |
| 5         | Cina        |
| 6         | Islanda     |
| 7         | Finlandia   |
| 8         | Portogallo  |
| 9         | Norvegia    |
| 10        | Austria     |
| 11        | Polonia     |
| 12        | Galles      |